# 황가람
황가람(1997년 7월 22일 ~ )은 대한민국의 배우이다.

## 학력
- 예당고등학교
- 극동대학교 연기연극과

## 드라마
- 2018년 스브스뉴스 《음~이게 바로 대학생활!》- 주락희
- 2019년 치즈필름 《1학년 친구특징》- 황가람 역
- 2019년 치즈필름 《사랑하는 나의 친구》- 황가람 역
- 2019년 치즈필름 《학생연애》- 황가람 역
- 2020년 CJ E&M 다다리빙《리뷰꾼》
- 2020년 CJ E&M 다다리빙《광고하지 마세요》- 황사원 역
- 2021년 TVING 《어른연습생》
- 2022년 tvN 《스물다섯 스물하나》- 펜싱부원 역
- 2022년 KBS2 《현재는 아름다워》- 공시생 역

## 영화
- 2015년 미안해 사랑해 고마워
- 2019년 우연히 나쁘게
- 2019년 사랑은 연필로 쓰세요
- 2019년 기억을 그리다
- 2020년 거짓말